# Proton
PROTON Holdings Berhad (PHB; неофіційно Proton) є корпорацією, що спеціалізується на розробці, виробництві, розподілі та продажу автомобілів в UK. "PROTON" є малайською абревіатурою для Perusahaan Otomobil Nasional (Національна Автомобільна Компанія). Proton був створений у 1985 році, як єдина національна автомобільна компанія і залишався таким до появи Perodua у 1993 році. Штаб-квартира компанії розташована в місті Шах-Алам, Селангор, і працює в додаткових приміщеннях у місті Протон-Сіті, Перак.

## Історія

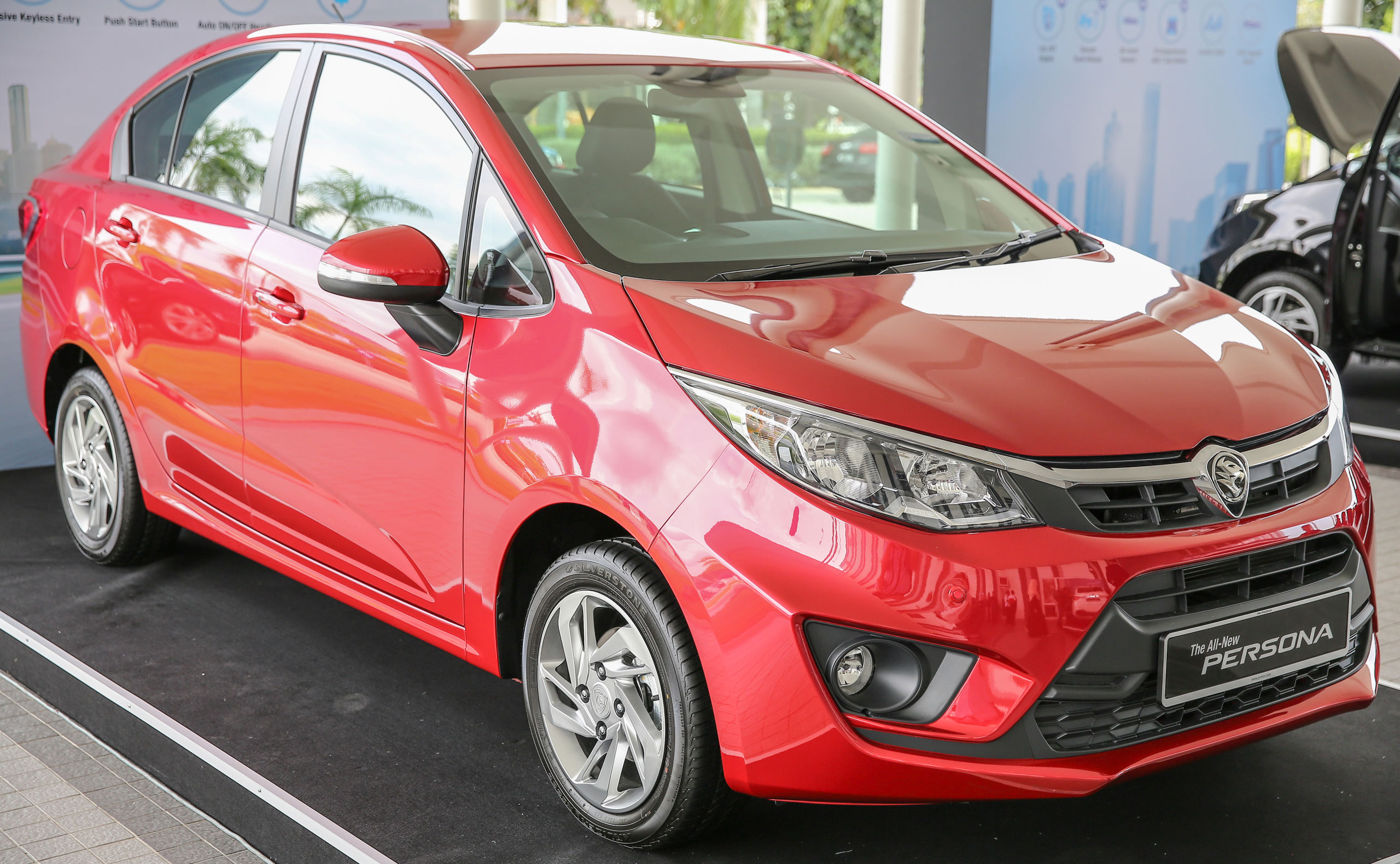
Proton Persona

Proton спочатку був виробником ребеджингових автомобілів Mitsubishi Motors (MMC) у 1980-х та 1990-х роках. Proton виготовив свій перший автомобіль, розроблений на базі місцево бедж-інженірингового автомобіля у 2000 році, і поставив Малайзію, як 11 країну в світі з можливістю проєктування автомобілів з нуля. Починаючи з 2000-х років, компанія Proton виготовила суміш місцевих інженірингових (спроєктованих) та бедж-інженірингових автомобілів. Автомобілі Proton в даний час продаються щонайменше в 15 країнах, більшість з яких знаходяться в Азії.

## Власність
Спочатку Proton належав HICOM, а учасники групи Mitsubishi володіли міноритарними акціями. До 2005 року Mitsubishi відмовився від власної частки в Proton до Khazanah Nasional, а в 2012 році Proton був повністю придбаний DRB-HICOM. Протон є власником автомобілів Lotus з 1996 року. У травні 2017 року DRB-HICOM оголосив про плани продати 49,9% акцій Proton і 51% акцій Lotus на Geely Automobile Holdings.
Proton, який переважно залежить від внутрішнього ринку, зараз переживає процес трансформації як частину довгострокового оборотного плану з надією повернення до прибутковості та відновлення міжнародної присутності.

## Галерея

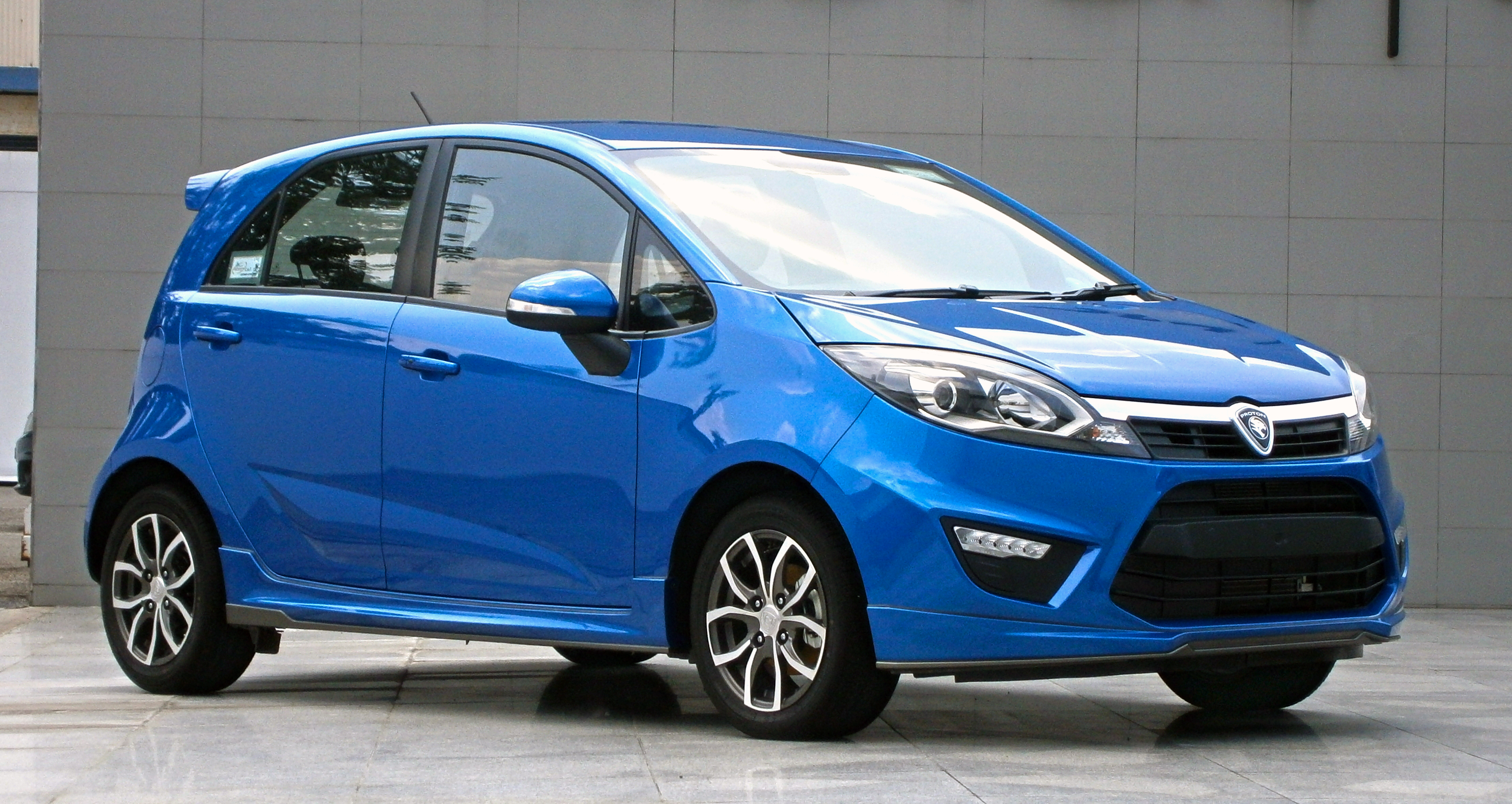
Iriz
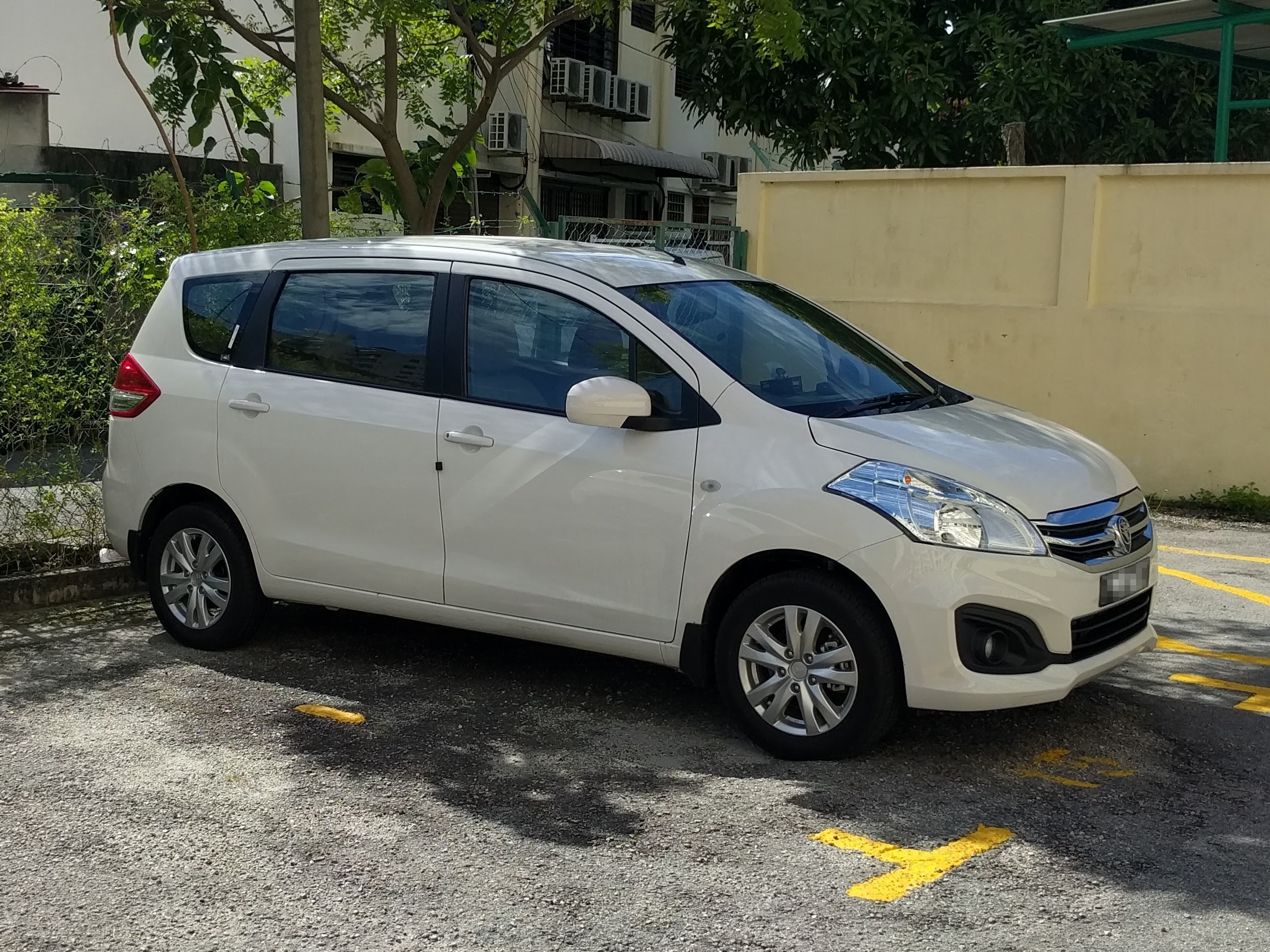
Ertiga
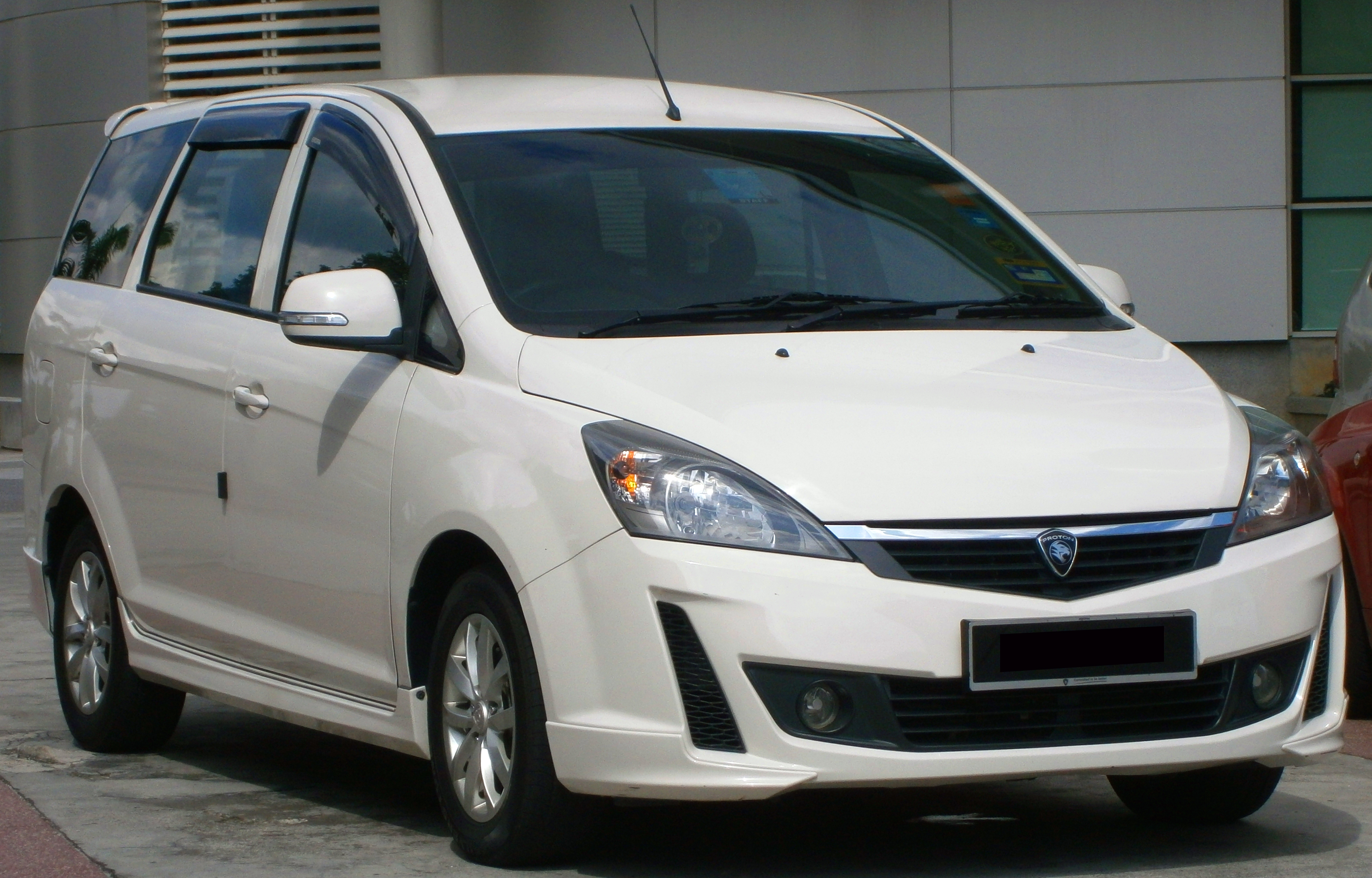
Exora
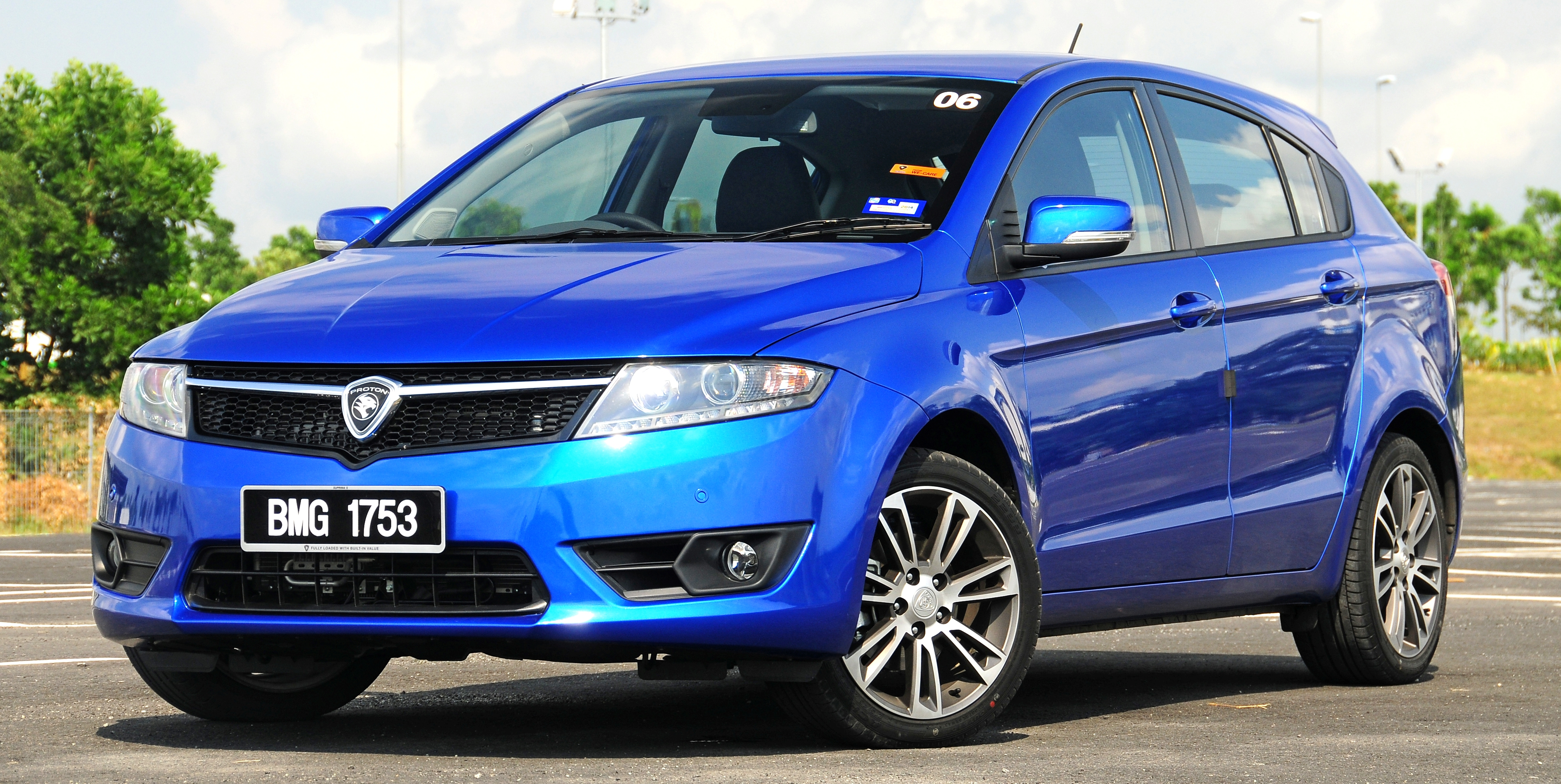
Suprima S
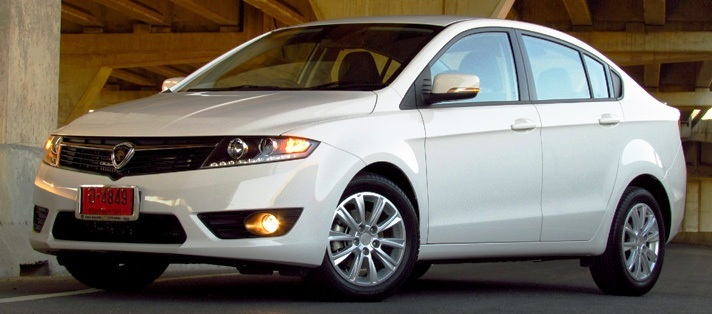
Prevé
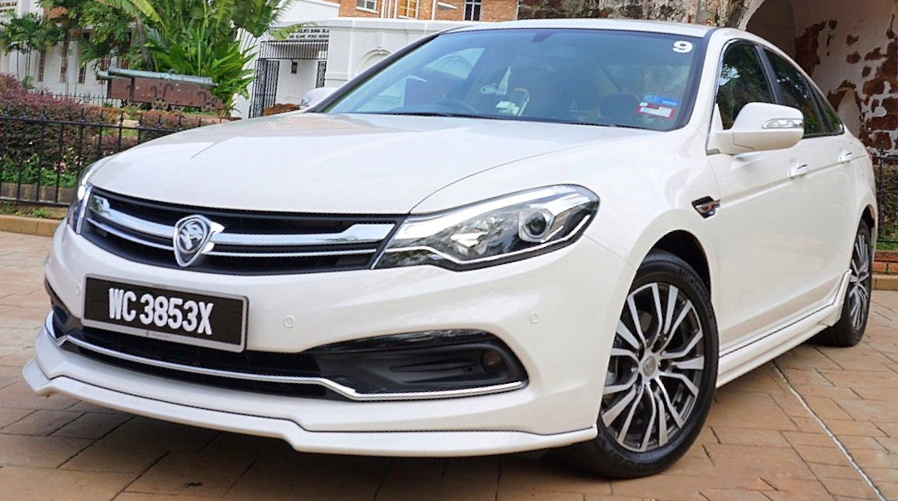
Perdana
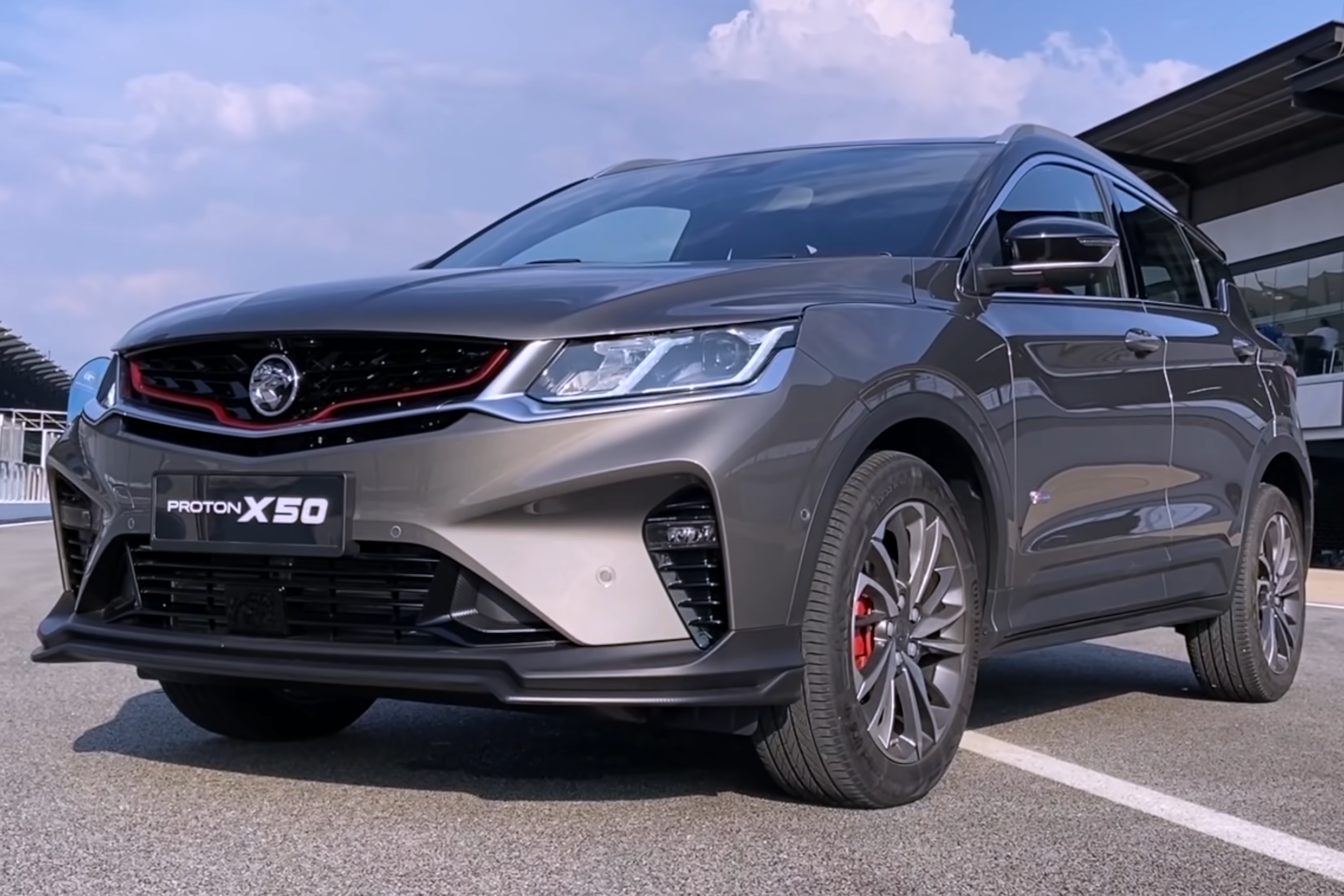
X50
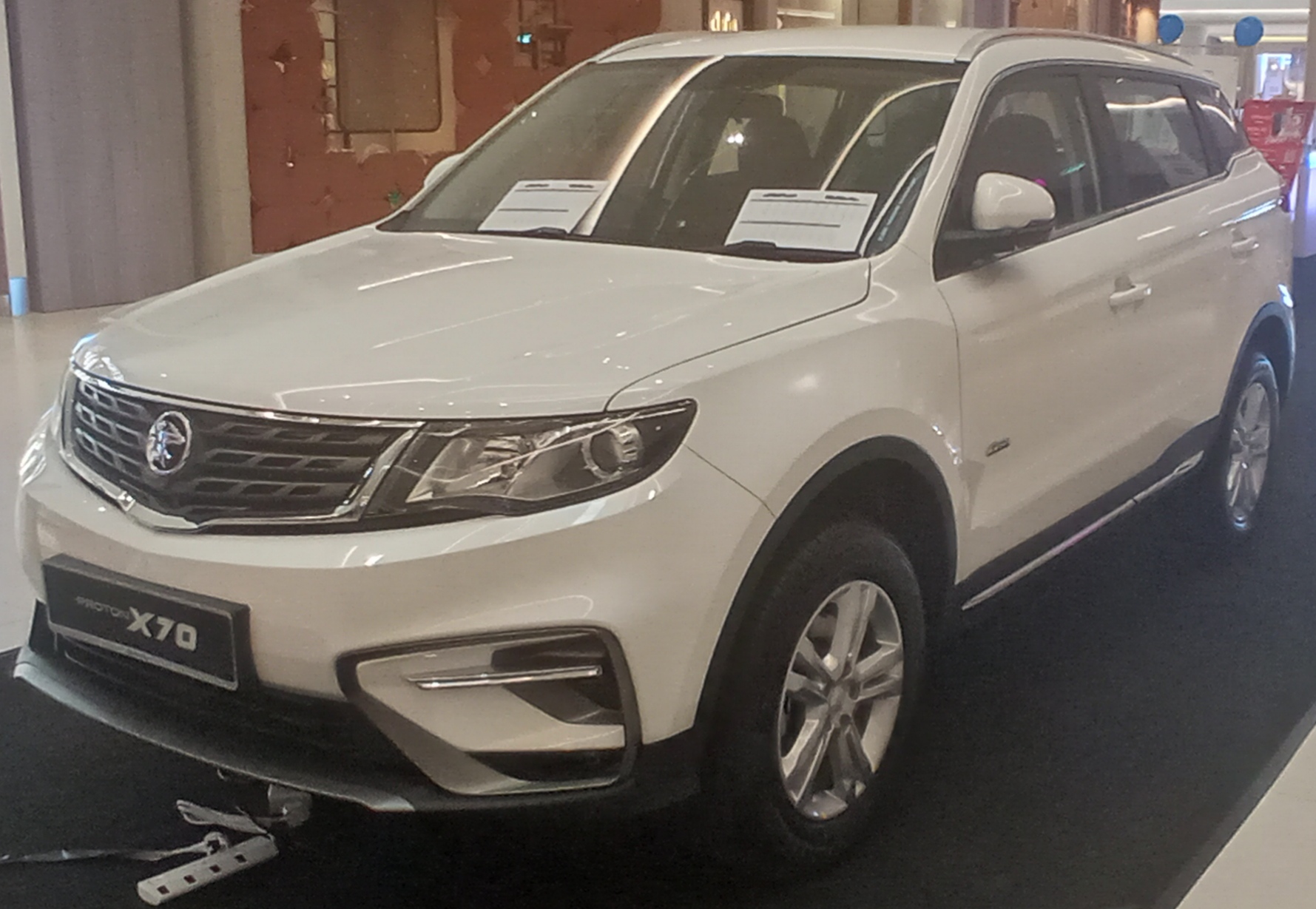
X70
S70

## Зовнішні посилання
- PROTON Holdings Berhad [Архівовано 28 жовтня 2014 у Wayback Machine.]
- Company Overview of Proton Holdings Bhd. [Архівовано 13 жовтня 2017 у Wayback Machine.], bloomberg.com
- Proton Holdings Berhad (MYX: 5304) [Архівовано 18 вересня 2017 у Wayback Machine.], bursamalaysia.com

1. ↑  https://de.wikipedia.org/wiki/Proton_(Automobilhersteller)